# T-кварк
t-кварк (від англ. top - верх, або truth - правда) — одна з фундаментальних частинок у рамках теорії кварків та Стандартній моделі. t-кварку властиве квантове число (аромат) - правдивість. Як усі кварки t-кварк — ферміон зі спіном 1/2, він бере участь у всіх типах фундаментальних взаємодій. Електричний заряд t-кварка +2/3. Разом із b-кварком він входить до третього покоління фундаментальних частинок. 
t-кварк надто масивний, щоб він міг входити до складу адронів. Він наймасивніша з усіх елементарних частинок, які досі спостерігалися.
Теоретично існування t-кварка, як і b-кварка, передбачили в 1973 Кобаясі Макото та Масукава Тосіхіде, намагаючись пояснити порушення CP-інваріантності. Вони нагороджені Нобелівською премією у 2008. Експериментально t-кварк виявили в 1995 у Фермілабі в експериментах на детекторі CDF та в експерименті DØ.